# 한효연
한효연(韓孝姸, 1980년 4월 23일 ~ )는 대한민국 前 KBS대구방송총국의 아나운서이며, 이후 퇴사하였다.

## 학력
- 2000년 ~ 2004년 : 이화여자대학교 국어국문학과 졸업(2000학번)

## 경력
- 2005년 ~ 2011년 : KBS 대구방송총국 31기 아나운서

## 방송진행
- 생방송 행복발견 오늘
- 아침마당 대구
- KBS 뉴스 9 대구
- KBS 뉴스 930 대구